# 리스크 (게임)
리스크(Risk)는 2~6명의 플레이어가 즐길 수 있는 외교, 갈등, 정복의 전략 보드 게임이다. 표준 버전은 6개 대륙으로 분류된 42개 영토로 나뉜 세계의 정치 지도를 묘사하는 보드에서 플레이된다. 주사위 굴림에 따라 결과가 결정되는 다른 플레이어의 영토를 점령하려고 시도하는 플레이 조각 군대를 제어하는 플레이어 간에 회전이 순환된다. 플레이어는 게임이 진행되는 동안 동맹을 형성하거나 해체할 수 있다. 게임의 목표는 보드의 모든 영역을 점령하고 이를 통해 다른 플레이어를 제거하는 것이다. 게임은 길어질 수 있으며 완료하는 데 몇 시간에서 며칠이 걸릴 수 있다. 유럽 버전은 각 플레이어가 게임 시간을 단축하는 제한된 "비밀 임무" 목표를 갖도록 구성되어 있다.
리스크는 1957년 프랑스 영화제작자 알버트 라모리스(Albert Lamorisse)에 의해 발명되었으며 역사상 가장 인기 있는 보드 게임 중 하나가 되었으며 추축군과 연합군 및 카탄의 개척자와 같은 다른 인기 게임에 영감을 주었다. 간단한 규칙이지만 복잡한 상호작용으로 인해 성인, 어린이, 가족 모두가 즐길 수 있다. PC 소프트웨어 버전, 비디오 게임 및 모바일 앱을 포함하여 인기 있는 미디어 테마와 다양한 규칙을 갖춘 수많은 에디션과 변형으로 해즈브로에서 여전히 제작 중이다.

## 같이 보기
- 플레이 바이 메일 게임